# Khỉ xồm bồ hóng
Cercocebus atys là một loài động vật có vú trong họ Cercopithecidae, bộ Linh trưởng. Loài này được Audebert mô tả năm 1797.

## Hình ảnh

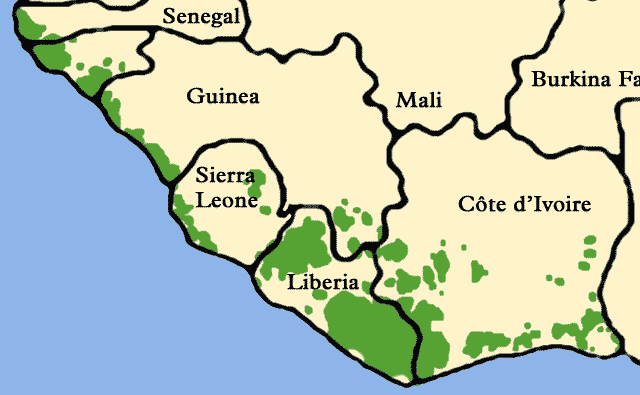
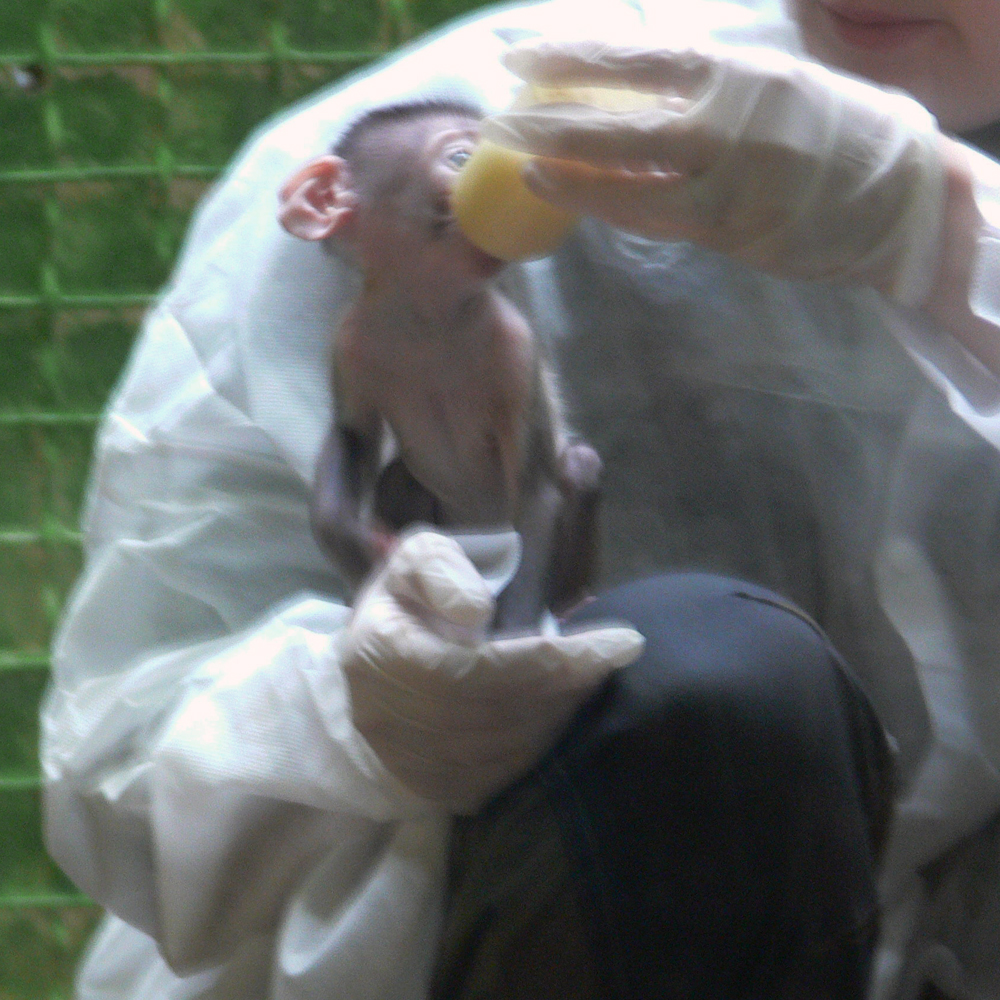
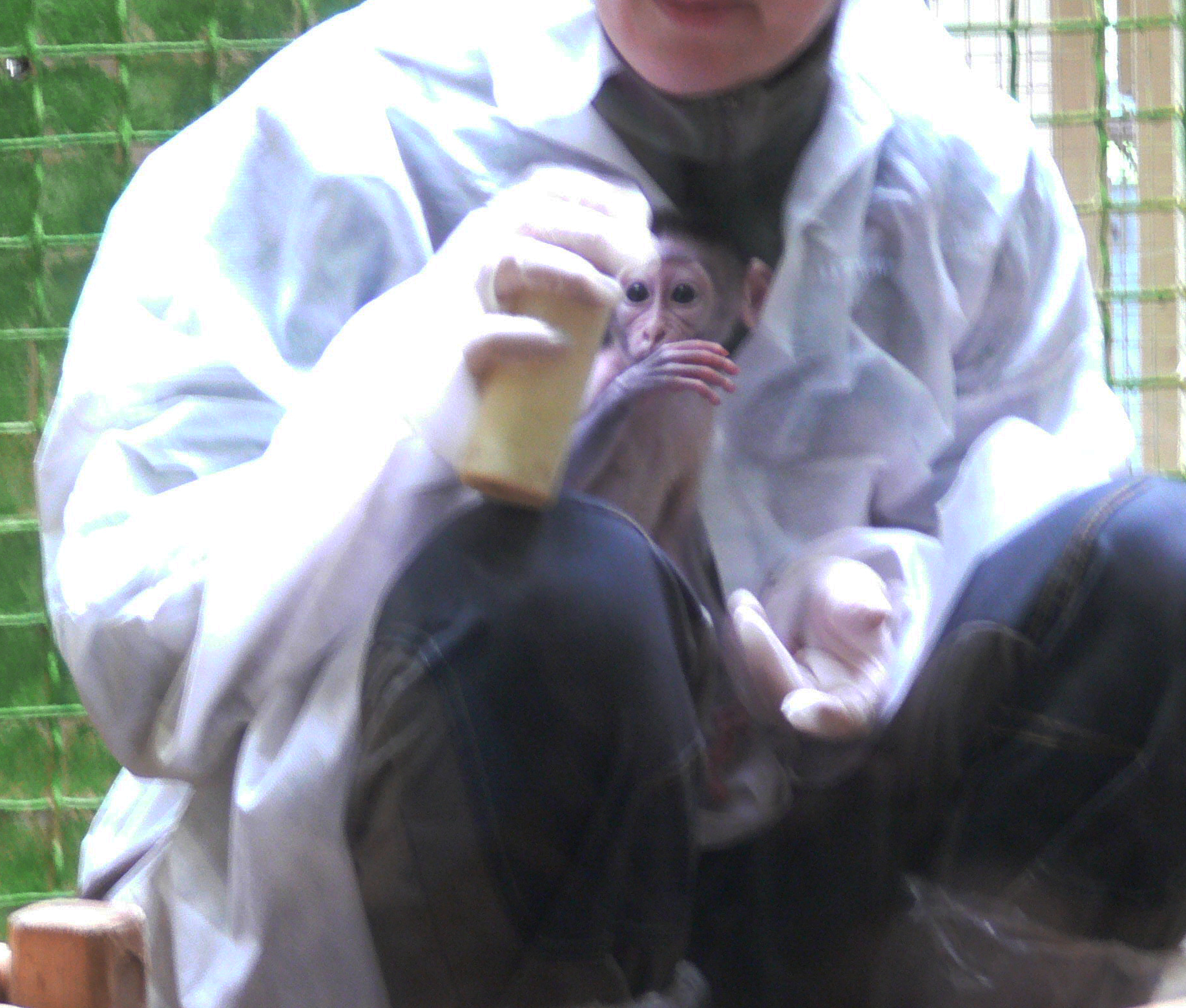
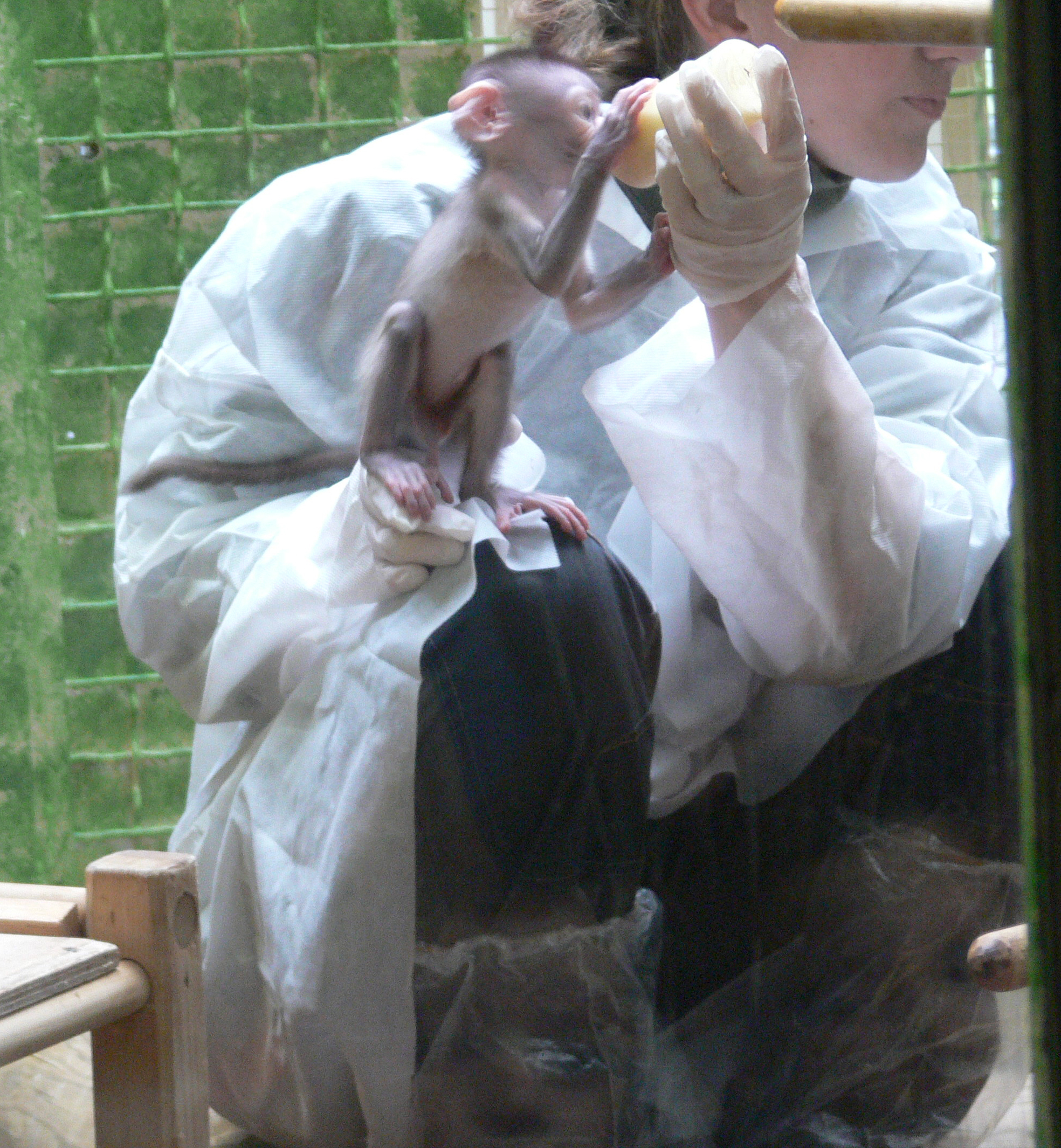

## Môi trường sống và sinh thái
Mangabey sooty có nguồn gốc từ vùng nhiệt đới Tây Phi, được tìm thấy ở Guinea, Guinea-Bissau, Liberia, Senegal, Sierra Leone và Bờ biển Ngà. [2] Nó sống trong cả rừng già và rừng thứ sinh cũng như trong các khu rừng ngập nước, khô, đầm lầy, rừng ngập mặn và phòng trưng bày. Linh trưởng là arboreal và diurnal. Chúng là loài ăn tạp có chế độ ăn uống chủ yếu là trái cây và hạt, đôi khi ăn động vật nhỏ. Họ sống trong các nhóm xã hội gồm bốn đến mười hai cá nhân, nhưng đôi khi các nhóm lớn tới 95 cá nhân đã được ghi nhận. [6]

## Phân loại
Có hai phân loài đặc biệt của loài mangabey này và có thể chúng nên được coi là các loài riêng biệt. Cả hai trước đây được coi là phân loài của Cercocebus torquatus phổ biến. [1]
Cercocebus atys atys (phía tây sông Sassandra)
Mangabey trắng (hoặc vương miện trắng), Cercocebus atys lunulatus (phía đông sông Sassandra).

## Dịch bệnh
Mangabey sooty bị nhiễm tự nhiên với một chủng Virus suy giảm miễn dịch Simian (SIV), được gọi là SIVsmm. Do sự tiếp xúc rộng rãi giữa người với mangabey ở châu Phi cận Sahara, SIVsmm đã nhảy từ loài này sang người trong nhiều trường hợp, dẫn đến virus HIV-2. Ngược lại, chủng HIV-1 đến từ chủng tinh tinh phổ biến của SIV. [7] [8]
Mangabey sooty cũng có thể mắc bệnh phong, như con người, armadillo chín dải, tinh tinh thông thường và khỉ ăn cua. [9]

## Trạng thái
Mangabey sooty được cho là đang giảm về số lượng vì môi trường sống trong rừng bị suy thoái, với những cây bị đốn để lấy củi và gỗ, và nó bị săn bắt để lấy thức ăn ở một số khu vực trong phạm vi của nó. Nó sống trên mặt đất nhiều hơn so với một số người thân của nó và đôi khi đột kích các trang trại, điều này khiến nó xung đột với con người. Liên minh Bảo tồn Thiên nhiên Quốc tế đã đánh giá tình trạng bảo tồn của nó là "gần bị đe dọa". [2]